# Аксай (Темирский район)
Аксай (каз. Ақсай, до 1993 г. — Перелюбовка) — село в Темирском районе Актюбинской области Казахстана. Административный центр и единственный населённый пункт Аксайского сельского округа. Код КАТО — 155632100.
1925 год, .. июня. Вх. №113/с дело №46, 2 эк. секретно.
Темирский уисполком. По имеющимся в ГИКе сведениям Зав. Налоговым столом Перелюбовской волости[1] ВАСИЛЬЕВ в марте месяце был командирован в г. Темир за получением зарплаты из средств на хозрасходы. Получив деньги из Темирского УФО, т. ВАСИЛЬЕВ израсходовал 85 руб. и в результате сотрудники ВИКа остались без денег из средств на хозрасходы. Кроме того, Перелюбовский Волисполком пользуется безплатными подводами, что в корне является недопустимым.
Сообщая о вышеизложенном, Президиум Актюбинского ГИКа предлагает Вам произвести расследования по существу и виновных привлечь к ответственности.
Пред. ГИКа /Лекеров/
Секретарь /Бендет/
[1] Аксай (каз. Ақсай, до 1993 г. — Перелюбовка) — село в Темирском районе Актюбинской области Казахстана. Административный центр и единственный населённый пункт Аксайского сельского округа.

## Население
В 1989 году население села составляло 1368 человек. Национальный состав: казахи. В 1999 году население села составляло 1173 человек (607 мужчин и 566 женщин). По данным переписи 2009 года, в селе проживали 1002 человека (524 мужчины и 478 женщин). По данным переписи 2021 года, в селе проживало 691 человек (369 мужчин и 322 женщин).
| Численность населения | Численность населения | Численность населения | Численность населения |
| 1989                  | 1999                  | 2009                  | 2021                  |
| --------------------- | --------------------- | --------------------- | --------------------- |
| 1368                  | ↘1173                 | ↘1002                 | ↘691                  |